# Liste der Monuments historiques in Guadeloupe
Die Liste der Monuments Historiques von Guadeloupe sammelt die Monuments historiques (Historischen Denkmäler) auf dem Archipel Guadeloupe in der östlichen Karibik. Guadeloupe ist ein französisches Überseedépartement und zugleich eine französische Überseeregion. Das Gebiet gilt als Teil Frankreichs.

## Statistik

Verteilung der Monuments historiques nach Kommune:
Mehr als 5 Monuments historiques
2–5 Monuments historiques
Ein Monument historique
–

Zum 16. Juli 2023 verfügte Guadeloupe – mit Ausnahme von Saint-Barthélemy und Saint-Martin ausgenommen – über 116 Gebäude mit mindestens einem Schutz unter der Kategorie „Historisches Denkmal“.
Basse-Terre und Pointe-à-Pitre verfügen jeweils über 16 dieser Denkmäler (also 18 % des Départements), Trois-Rivières über 11 (13 %). 10 Gemeinden haben keine.

## Liste der Monuments historiques guadeloupéens
| Bezeichnung                                                                 | Beschreibung | Gemeinde                    | Standort                                             | Kennzeichnung | Schutzstatus          | Datum          | Bild           |
| --------------------------------------------------------------------------- | ------------ | --------------------------- | ---------------------------------------------------- | ------------- | --------------------- | -------------- | -------------- |
| Habitation Mamiel                                                           |              | Les Abymes                  | (Lage)                                               | PA97100019    | Inscrit               | 2006           |                |
| Maison Petrelluzzi                                                          |              | Les Abymes                  | 9008 Morne-Fleuri (Lage)                             | PA97100025    | Inscrit               | 2008           |                |
| Monument aux morts des Abymes                                               |              | Les Abymes                  | Place de la Liberté (Lage)                           | PA97100045    | Inscrit               | 2013           |                |
| Monument aux morts d’Anse-Bertrand                                          |              | Anse-Bertrand               | Rue Victor-Schœlcher Route nationale 6 (Lage)        | PA97100068    | Inscrit               | 2018           |                |
| Église Saint-Jean-Baptiste de Baie-Mahault                                  |              | Baie-Mahault                | 1 rue du Maréchal-Foch (Lage)                        | PA97100067    | Classé                | 2017           |                |
| Monument aux morts de Baie-Mahault                                          |              | Baie-Mahault                | Place Childéric-Trinqueur (Lage)                     | PA97100069    | Inscrit               | 2018           |                |
| Habitation des Rochers                                                      |              | Baillif                     | 709 route de Cadet (Lage)                            |               | Inscrit               | 2009           |                |
| Roches gravées de la rivière du Plessis                                     |              | Baillif                     | Rivière du Plessis (Lage)                            | PA97100040    | Inscrit               | 2013           |                |
| Tour du Père-Labat                                                          |              | Baillif                     | Route nationale 2 (Lage)                             | PA00105848    | Inscrit               | 1979           |                |
| Aqueduc et réservoir de Petite Guinée                                       |              | Basse-Terre                 | Rue de l’Aqueduc (Lage)                              | PA97100013    | Inscrit               | 2003           |                |
| Arsenal (Basse-Terre), ancienne caserne militaire                           |              | Basse-Terre                 | 7, rue Rémi-Nainsouta (Lage)                         | PA97100017    | Inscrit Classé        | 2005 2007      |                |
| Cathédrale Notre-Dame-de-Guadeloupe de Basse-Terre                          |              | Basse-Terre                 | Place Bébian (Lage)                                  | PA00105849    | Classé Inscrit Classé | 1975 2004 2006 | weitere Bilder |
| Église Notre-Dame-du-Mont-Carmel de Basse-Terre                             |              | Basse-Terre                 | Allée du Mont-Carmel (Lage)                          | PA97100020    | Inscrit               | 2006           | weitere Bilder |
| Fort Delgrès                                                                |              | Basse-Terre                 | (Lage)                                               | PA00105850    | Classé                | 1977           | weitere Bilder |
| Glacière de Basse-Terre                                                     |              | Basse-Terre                 | Rue L’Herminier (Lage)                               | PA97100009    | Inscrit               | 2002           | weitere Bilder |
| Hôtel de préfecture de la Guadeloupe                                        |              | Basse-Terre                 | Rue de la République et boulevard Félix-Eboué (Lage) | PA00105887    | Inscrit Classé        | 1992 1997      |                |
| Lycée Gerville-Réache                                                       |              | Basse-Terre                 | Rue de la République (Lage)                          | PA00105851    | Inscrit               | 1979           | weitere Bilder |
| Maison Bougenot                                                             |              | Basse-Terre                 | 9, rue Ali-Tur (Lage)                                | IA97100933    | Inscrit               | 2009           |                |
| Maison Chapp                                                                |              | Basse-Terre                 | 42, cours Nolivos (Lage)                             | PA00105852    | Inscrit               | 1987           | weitere Bilder |
| Maison Coquille                                                             |              | Basse-Terre                 | 4, rue Léonard (Lage)                                | PA00105853    | Inscrit Classé        | 1987 1990      | weitere Bilder |
| Maison de l’historien Lacour                                                |              | Basse-Terre                 | 4, rue de l’Historien-Lacour (Lage)                  | PA97100064    | Inscrit               | 2016           |                |
| Maison Liensol                                                              |              | Basse-Terre                 | rue de la République (Lage)                          | PA97100010    | Inscrit               | 2002           | weitere Bilder |
| Maison Matis                                                                |              | Basse-Terre                 | 256, rue Amédée-Fengarol (Lage)                      | PA97100026    | Inscrit               | 2008           | weitere Bilder |
| Monastère Saint-Antoine (Basse-Terre)                                       |              | Basse-Terre                 | 2, rue de l’Historien-Lacour (Lage)                  | PA97100022    | Inscrit               | 2007           |                |
| Monument aux morts de Basse-Terre                                           |              | Basse-Terre                 | Place du Champ-d’Arbaud (Lage)                       | PA97100070    | Inscrit               | 2018           |                |
| Palais du conseil général                                                   |              | Basse-Terre                 | Rue de la République et boulevard Félix-Eboué (Lage) | PA00105889    | Inscrit Classé        | 1992 1997      |                |
| Palais de justice                                                           |              | Basse-Terre                 | 6, boulevard Félix-Eboué (Lage)                      | PA00105888    | Inscrit Classé        | 1992 1997      |                |
| Pont sur le Galion                                                          |              | Basse-Terre                 | (Lage)                                               | PA00105854    | Inscrit               | 1979           |                |
| Habitation La Lise                                                          |              | Bouillante                  | (Lage)                                               | PA00105879    | Inscrit Classé        | 1990 1993      |                |
| Habitation Massieux                                                         |              | Bouillante                  | Route de Marquis-Thomas (Lage)                       | PA97100027    | Inscrit               | 2008           |                |
| Habitation Muscade                                                          |              | Bouillante                  | (Lage)                                               | PA00105855    | Classé                | 1981           |                |
| Habitation Thomas                                                           |              | Bouillante                  | (Lage)                                               | PA97100015    | Inscrit               | 2004           |                |
| Felsbilder an der Mündung der Rivière du Pérou                              |              | Capesterre-Belle-Eau        | Rivière du Pérou (Lage)                              | PA97100062    | Inscrit               | 2015           |                |
| Six blocs de roches gravées de la rivière du Bananier                       |              | Capesterre-Belle-Eau        | Rivière du Bananier                                  | PA97100050    | Inscrit               | 2014           |                |
| Grotte de Morne-Rita                                                        |              | Capesterre-de-Marie-Galante | (Lage)                                               | PA00105856    | Classé                | 1983           |                |
| Indigoterie Le Gouffre                                                      |              | Capesterre-de-Marie-Galante | Chemin de Galets (Lage)                              | PA97100041    | Inscrit               | 2013           |                |
| Indigoterie de Grand Fond                                                   |              | Capesterre-de-Marie-Galante | Chemin de Galets (Lage)                              | PA97100043    | Inscrit               | 2013           |                |
| Indigoterie de Morne-à-Bœuf                                                 |              | Capesterre-de-Marie-Galante | Chemin de Galets (Lage)                              | PA97100042    | Inscrit               | 2013           |                |
| Moulin Bézard                                                               |              | Capesterre-de-Marie-Galante | (Lage)                                               | PA00105857    | Inscrit               | 1979           | weitere Bilder |
| Église Notre-Dame du Bon-Secours                                            |              | La Désirade                 | Place du Maire-Mendiant (Lage)                       | PA97100044    | Inscrit               | 2013           | weitere Bilder |
| Phare de l’îlet de Petite-Terre                                             |              | La Désirade                 | Terre de Bas (Lage)                                  | PA97100011    | Inscrit               | 2002           | weitere Bilder |
| Station météorologique                                                      |              | La Désirade                 | (Lage)                                               | PA97100028    | Inscrit               | 2008           | weitere Bilder |
| Fort Fleur d'épée                                                           |              | Le Gosier                   | (Lage)                                               | PA00105858    | Inscrit               | 1979           | weitere Bilder |
| Fort Louis (Grande-Terre) / Fort l’Union                                    |              | Le Gosier                   | (Lage)                                               | PA00105890    | Inscrit Classé        | 1992 1997      |                |
| Habitation Bisdary                                                          |              | Gourbeyre                   | 36, allée des Jésuites (Lage)                        | PA97100024    | Inscrit               | 2007           |                |
| Église de l’Immaculée-Conception de Grand-Bourg                             |              | Grand-Bourg                 | (Lage)                                               | PA00105859    | Inscrit               | 1979           | weitere Bilder |
| Moulin Murat                                                                |              | Grand-Bourg                 | (Lage)                                               | PA00105880    | Inscrit Classé        | 1990 1991      |                |
| Sucrerie Trianon                                                            |              | Grand-Bourg                 | (Lage)                                               | PA00105860    | Classé                | 1981           | weitere Bilder |
| Église de la Sainte-Trinité de Lamentin                                     |              | Lamentin                    | Rue de la République (Lage)                          | PA97100059    | Classé                | 2017           |                |
| Groupe scolaire de Lamentin                                                 |              | Lamentin                    | Rue du square (Lage)                                 | PA97100057    | Classé                | 2017           |                |
| Habitation Routa                                                            |              | Lamentin                    | (Lage)                                               | PA97100039    | Inscrit               | 2013           | weitere Bilder |
| Hôtel de ville de Lamentin                                                  |              | Lamentin                    | Rue de la République (Lage)                          | PA97100055    | Classé                | 2017           |                |
| Justice de paix de Lamentin                                                 |              | Lamentin                    | Rue de la République (Lage)                          | PA97100056    | Classé                | 2017           |                |
| Maison mortuaire de Lamentin                                                |              | Lamentin                    | Rue du Débarcadère (Lage)                            | PA97100053    | Inscrit               | 2009           |                |
| Marché de Lamentin                                                          |              | Lamentin                    | Rue du Pont (Lage)                                   | PA97100054    | Inscrit               | 2009           |                |
| Presbytère                                                                  |              | Lamentin                    | Rue de la Mutualité (Lage)                           | PA97100060    | Classé                | 2017           |                |
| Square et monument aux morts de Lamentin                                    |              | Lamentin                    | Rue du Square (Lage)                                 | PA97100058    | Inscrit Classé        | 2009 2017      |                |
| Église Saint-André de Morne-à-l’Eau                                         |              | Morne-à-l’Eau               | (Lage)                                               | PA00105891    | Inscrit Classé        | 2017           |                |
| Abri Patate                                                                 |              | Le Moule                    | (Lage)                                               | PA97100046    | Inscrit               | 2013           |                |
| Église Saint-Jean-Baptiste du Moule                                         |              | Le Moule                    | (Lage)                                               | PA00105861    | Inscrit Classé        | 1978           | weitere Bilder |
| Habitation Zévallos                                                         |              | Le Moule                    | (Lage)                                               | PA00105862    | Inscrit Classé        | 1987 1990      | weitere Bilder |
| Monument aux morts de Petit-Canal                                           |              | Petit-Canal                 | Rue Jean-Jaurès (Lage)                               | PA97100071    | Inscrit               | 2018           |                |
| Prison de Petit-Canal                                                       |              | Petit-Canal                 | (Lage)                                               | PA00105886    | Inscrit               | 1991           | weitere Bilder |
| Hôtel de ville de Pointe-Noire                                              |              | Pointe-Noire                | (Lage)                                               | PA00105892    | Inscrit               | 1992           |                |
| Ancien hôtel de ville de Pointe-à-Pitre                                     |              | Pointe-à-Pitre              | Rue Achille-René-Boisneuf (Lage)                     | PA00105866    | Classé                | 1987           | weitere Bilder |
| Capitainerie de Pointe-à-Pitre                                              |              | Pointe-à-Pitre              | Quai Lardenoy (Lage)                                 | PA97100047    | Inscrit               | 2013           |                |
| Cinéma Renaissance                                                          |              | Pointe-à-Pitre              | 5 place de la Victoire (Lage)                        | IA97100221    | Inscrit               | 2009           |                |
| École maternelle Bébian, ancienne bibliothèque Mortenol                     |              | Pointe-à-Pitre              | 7bis rue Alsace-Lorraine (Lage)                      | PA00105863    | Inscrit               | 1979           | weitere Bilder |
| Église Saint-Pierre-et-Saint-Paul de Pointe-à-Pitre                         |              | Pointe-à-Pitre              | Place de l’Église (Lage)                             | PA00105864    | Classé                | 1978           | weitere Bilder |
| Ancien entrepôt Darboussier                                                 |              | Pointe-à-Pitre              | Quai Lefebvre (Lage)                                 | PA97100029    | Inscrit               | 2008           | weitere Bilder |
| Externat Saint-Joseph-de-Cluny                                              |              | Pointe-à-Pitre              | 20 rue François-Arago (Lage)                         | PA00105865    | Classé                | 1988           | weitere Bilder |
| Hôtel de ville de Pointe-à-Pitre                                            |              | Pointe-à-Pitre              | Place des Martyrs-de-la-Liberté (Lage)               | PA97100038    | Inscrit               | 2011           | weitere Bilder |
| Lycée Carnot (Pointe-à-Pitre)                                               |              | Pointe-à-Pitre              | 28, rue Jean-Jaurès (Lage)                           | PA00105867    | Inscrit               | 1979           | weitere Bilder |
| Maison natale de Saint-John-Perse                                           |              | Pointe-à-Pitre              | 54 rue Achille-René-Boisneuf (Lage)                  | PA97100002    | Inscrit               | 1995           | weitere Bilder |
| Marché central de Pointe-à-Pitre                                            |              | Pointe-à-Pitre              | place de la Liberté (Lage)                           | PA00105881    | Inscrit Classé        | 1990 1992      | weitere Bilder |
| Musée Saint-John-Perse                                                      |              | Pointe-à-Pitre              | 9 rue de Nozières (Lage)                             | PA00105868    | Classé                | 1979           | weitere Bilder |
| Musée Schœlcher                                                             |              | Pointe-à-Pitre              | 24 rue Peynier (Lage)                                | PA00105869    | Inscrit               | 1979           | weitere Bilder |
| Pavillon L’Herminier                                                        |              | Pointe-à-Pitre              | 27 rue Sadi-Carnot (Lage)                            | PA97100030    | Inscrit               | 2008           | weitere Bilder |
| Ancien presbytère Saint-Pierre-et-Saint-Paul                                |              | Pointe-à-Pitre              | (Lage)                                               | PA00105882    | Inscrit Classé        | 1990 1992      | weitere Bilder |
| Sous-préfecture de la Guadeloupe                                            |              | Pointe-à-Pitre              | Place de la Victoire (Lage)                          | PA97100003    | Inscrit               | 1995           | weitere Bilder |
| Usine sucrière Darboussier                                                  |              | Pointe-à-Pitre              | 11 rue Raspail (Lage)                                | PA97100021    | Inscrit               | 2006           | weitere Bilder |
| Habitation Ducharmoy                                                        |              | Saint-Claude                | (Lage)                                               | PA97100031    | Inscrit               | 2008           |                |
| Habitation La Joséphine                                                     |              | Saint-Claude                | (Lage)                                               | PA00105870    | Inscrit Classé        | 1987 1993      |                |
| Habitation Mont-Carmel                                                      |              | Saint-Claude                | (Lage)                                               | PA00105871    | Inscrit               | 1987           |                |
| Habitation Petit-Parc                                                       |              | Saint-Claude                | Route de Matouba (Lage)                              |               | Inscrit               | 2009           |                |
| Bâtiments du Camp Jacob                                                     |              | Saint-Claude                | (Lage)                                               | PA97100018    | Inscrit               | 2005           | weitere Bilder |
| Résidence préfectorale de Saint-Claude                                      |              | Saint-Claude                | (Lage)                                               | PA00105872    | Inscrit               | 1979           |                |
| Habitation le Maud’Huy                                                      |              | Saint-François              | Avenue Yolaine-Filleau-Belloni (Lage)                |               | Inscrit               | 2009           |                |
| Indigoterie de l’Anse des Rochers                                           |              | Saint-François              | Anse des Rochers (Lage)                              |               | Inscrit               | 2009           |                |
| Moulin de Chassaing                                                         |              | Saint-François              | (Lage)                                               | PA00105884    | Inscrit               | 1990           | weitere Bilder |
| Ancienne prison de Saint-Louis                                              |              | Saint-Louis                 | Rue Hégésippe-Légitimus (Lage)                       |               | Inscrit               | 2009           |                |
| Habitation-sucrerie Gissac                                                  |              | Sainte-Anne                 | Rue Hippolyte-Lafages (Lage)                         |               | Inscrit               | 2009           |                |
| Monument aux morts de Sainte-Anne                                           |              | Sainte-Anne                 | Place Victor-Schœlcher (Lage)                        | PA97100072    | Inscrit               | 2018           |                |
| Bloc gravé et polissoirs dans la rivière de la Ramée                        |              | Sainte-Rose                 | Rivière de la Ramée (Lage)                           | PA97100051    | Inscrit               | 2014           |                |
| Poterie de Terre-de-Bas                                                     |              | Terre-de-Bas                | (Lage)                                               | PA97100001    | Classé                | 1997           | weitere Bilder |
| Église Notre-Dame de l’Assomption (Terre-de-Haut)                           |              | Terre-de-Haut               | Rue Jean-Calot (Lage)                                | PA00105873    | Inscrit               | 1979           | weitere Bilder |
| Fort Napoléon (Les Saintes)                                                 |              | Terre-de-Haut               | (Lage)                                               | PA00105874    | Inscrit Classé        | 1975 1997      | weitere Bilder |
| Bloc gravé Chez Michaux                                                     |              | Trois-Rivières              | (Lage)                                               | PA97100063    | Inscrit               | 2015           |                |
| Four à chaux de Trois-Rivières                                              |              | Trois-Rivières              | 2016 route de la Plage (Lage)                        | PA97100023    | Inscrit               | 2007           | weitere Bilder |
| Habitation Belleville                                                       |              | Trois-Rivières              | (Lage)                                               | PA97100073    | Classé                | 2019           |                |
| Habitation l’Ermitage                                                       |              | Trois-Rivières              | (Lage)                                               | PA97100016    | Inscrit Classé        | 2004 2006      |                |
| Poterie Coquille-Fidelin                                                    |              | Trois-Rivières              | (Lage)                                               |               | Inscrit               | 2009           |                |
| Redoute d’Arbaud                                                            |              | Trois-Rivières              | (Lage)                                               | PA97100065    | Inscrit               | 2016           |                |
| Roches gravées de Trois-Rivières#Ensemble des roches gravées de Vallée d’Or |              | Trois-Rivières              | Parcelle AI 10 (Lage)                                | PA97100032    | Inscrit               | 2008           |                |
| Roches gravées (Parcelle AI 441)                                            |              | Trois-Rivières              | Parcelle AI 441 (Lage)                               | PA97100033    | Inscrit               | 2008           |                |
| Roches gravées (Parcelle AI 439)                                            |              | Trois-Rivières              | Parcelle AI 439 (Lage)                               | PA97100034    | Inscrit               | 2008           |                |
| Roches gravées (Parcelle AI 440)                                            |              | Trois-Rivières              | Parcelle AI 440 (Lage)                               | PA97100035    | Inscrit               | 2008           |                |
| Roches gravées de l’Anse Duquery                                            |              | Trois-Rivières              | Anse Duquery (Lage)                                  | PA97100049    | Inscrit               | 2013           |                |
| Roches gravées précolombiennes de l’Anse des Galets                         |              | Trois-Rivières              | 500 Chemin Neuf (Lage)                               | PA97100014    | Inscrit Classé        | 2003 2012      |                |
| Roches gravées et polissoirs de la rivière du Petit Carbet                  |              | Trois-Rivières              | Rivière du Petit Carbet (Lage)                       | PA97100048    | Inscrit               | 2013           |                |
| Parc archéologique des roches gravées                                       |              | Trois-Rivières              | Parcelles AL 93 et 111 (Lage)                        | PA00105875    | Classé                | 1974           | weitere Bilder |
| Église Saint-Albert de Vieux-Fort                                           |              | Vieux-Fort                  | (Lage)                                               | PA00105876    | Inscrit               | 1978           | weitere Bilder |
| Église Saint-Joseph de Vieux-Habitants                                      |              | Vieux-Habitants             | (Lage)                                               | PA00105877    | Inscrit Classé        | 1975 2006 2007 | weitere Bilder |
| Habitation Darius                                                           |              | Vieux-Habitants             | (Lage)                                               | PA00105885    | Inscrit               | 1990           |                |
| Habitation La Grivelière                                                    |              | Vieux-Habitants             | (Lage)                                               | PA00105878    | Classé                | 1987           | weitere Bilder |
| Habitation Loyseau                                                          |              | Vieux-Habitants             | (Lage)                                               | PA97100066    | Inscrit               | 2016           |                |
| Indigoterie de l’Anse à la Barque                                           |              | Vieux-Habitants             | (Lage)                                               |               | Inscrit               | 2012           |                |
| Roches gravées de la rivière du Plessis                                     |              | Vieux-Habitants             | Rivière du Plessis (Lage)                            | PA97100040    | Inscrit               | 2013           |                |
| Roches gravées de la rivière du Plessis, site 2                             |              | Vieux-Habitants             | Rivière du Plessis (Lage)                            | PA97100052    | Inscrit               | 2014           |                |